# Dunaföldvár
Dunaföldvár – miasto na Węgrzech, w komitacie Tolna, w powiecie Paks.

## Atrakcje turystyczno-rekreacyjne
W mieście znajdują się źródła termalne, most na Dunaju oraz zbudowany przez Turków zamek Törökvár (dosł. Turecki Zamek).